# Archidendron ptenopum
Archidendron ptenopum är en ärtväxtart som beskrevs av Bernard Verdcourt. Archidendron ptenopum ingår i släktet Archidendron och familjen ärtväxter. Inga underarter finns listade i Catalogue of Life.